# 中華民國陸軍飛行訓練指揮部
中華民國陸軍飛行訓練指揮部，隸屬於陸軍航空特戰指揮部，為中華民國的陸軍航空兵武裝部隊。平時擔任航空兵飛行、保修之培訓工作，戰時轉換為陸軍司令部、國防部戰略預備隊，就地轉換為陸軍航空第六〇三旅，支援各作戰區作戰。

## 歷史
- 前身為1976年於臺南成立之「陸軍航空訓練指揮部暨航空訓練中心」。
- 1999年，因應「精實案」組織調整，陸軍航空指揮部暨航空訓練中心改編為「陸軍航空訓練指揮部」。
- 2005年，因應「精進案」組織調整，陸軍航空訓練指揮部更銜為「陸軍航空特戰指揮部飛行訓練指揮部」，隊名「飛鷹部隊」[2]。

## 隊徽含義
倒鑽石外型象徵堅若磐石，精誠團結，發揮整體作戰、快速反應之統合戰力，以達成任務與使命；鷹翼象徵陸航部隊機動迅速、反應快捷，具全天候偵搜、打擊、運輸、突擊作戰能力。
「Ｈ」為該部隊主戰裝備直升機之英文代號，亦展現「量小、質精、火力強」之堅強戰力。
羅馬數字「Ⅲ」代表為第3支編成的航空部隊。